# Leichtathletik-Europameisterschaften 2022/35 km Gehen der Frauen

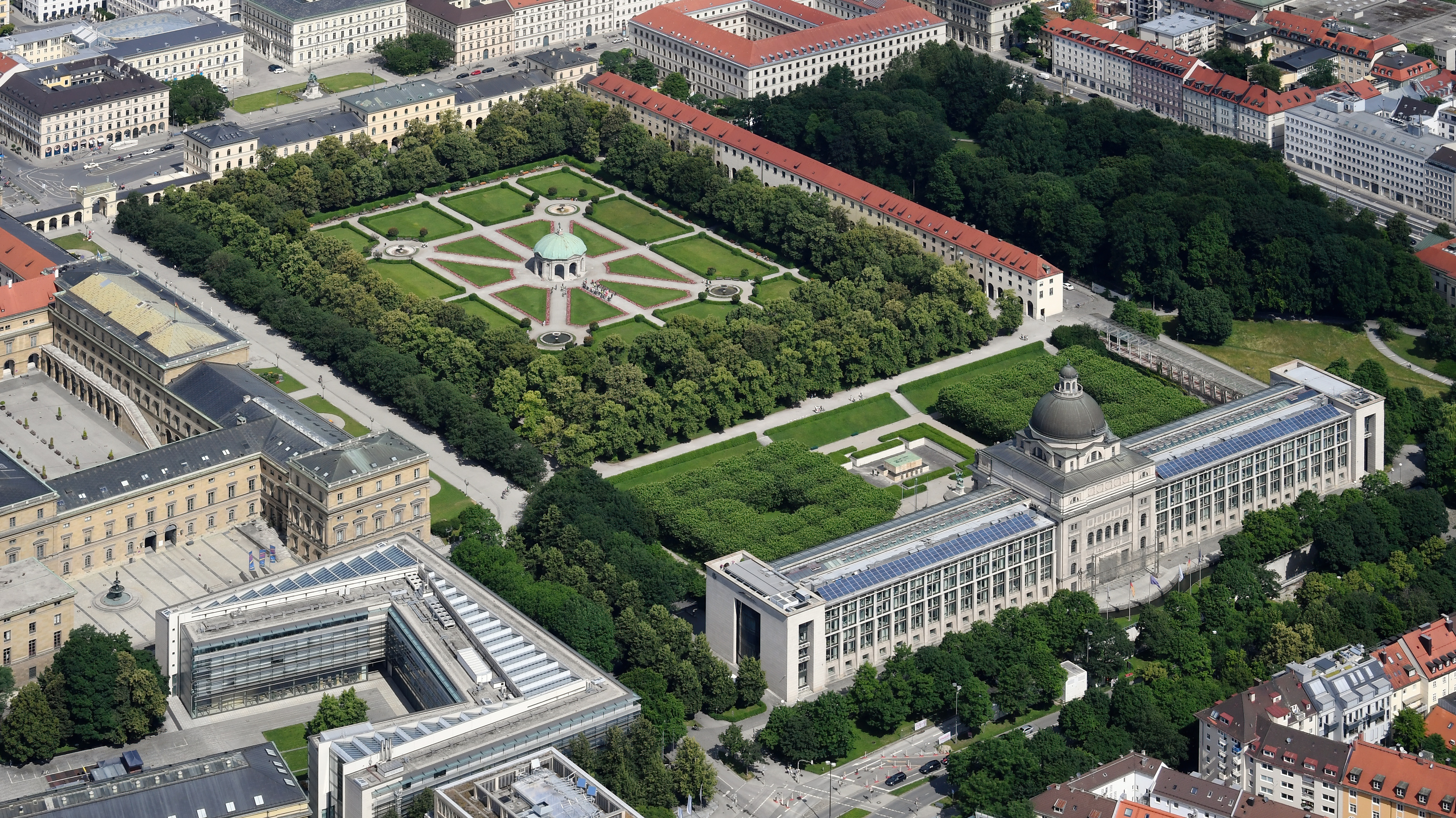
Der Hofgarten München im Jahr 2021

Das 35-km-Gehen der Frauen bei den Leichtathletik-Europameisterschaften 2022 wurde am 16. August 2022 auf einem Rundkurs in der deutschen Stadt München ausgetragen. Start und Ziel lagen vor dem Hofgarten.
Dieser Wettbewerb löste wie auch bei den Männern das Gehen über die Distanz von 50 Kilometern ab und war somit neu im Programm der Leichtathletik-Europameisterschaften.
Erste Europameisterin wurde die Griechin Antigoni Drisbioti, die vier Tage später auch den Wettbewerb über 20 Kilometer für sich entschied. Sie gewann vor der Spanierin Raquel González. Bronze ging an die Ungarin Viktória Madarász.

## Rekorde

### Bestehende Rekorde
| Weltrekord – inoffiziell   | 2:38:24 h                                                 | Klawdija Afanassjewa                                      | Sotschi, Russland                                         | 18. Februar 2019                                          |
| Europarekord – inoffiziell | 2:38:24 h                                                 | Klawdija Afanassjewa                                      | Sotschi, Russland                                         | 18. Februar 2019                                          |
| Europameisterschaftsrekord | Wettbewerb erstmals im Programm von Europameisterschaften | Wettbewerb erstmals im Programm von Europameisterschaften | Wettbewerb erstmals im Programm von Europameisterschaften | Wettbewerb erstmals im Programm von Europameisterschaften |

Anmerkung zum Welt- und Europarekord:

Die hier aufgelistete Leistung wurde zu einem Zeitpunkt erzielt, als für die Distanz von 35 Kilometern noch keine offiziellen Rekorde geführt wurden. Als Rekord ist diese Zeit deshalb nicht offiziell anerkannt, wird jedoch auf der Webseite des Weltleichtathletikverbands World Athletics als zum Zeitpunkt der Europameisterschaften 2022 schnellste erzielte Zeit benannt. Ein offizieller Weltrekord ist bislang vom Weltleichtathletikverband nicht ausgewiesen.
Als offizieller Europarekord wird folgende Leistung gelistet:

2:39:16 h – María Pérez García (Spanien), Lepe (Spanien), 30. Januar 2022

### Erster Meisterschaftsrekord
Die griechische Europameisterin Antigoni Drisbioti stellte im Wettbewerb am 16. August mit 2:47:00 h einen ersten EM-Rekord auf. Zum inoffiziellen Europa-, gleichzeitig inoffiziellen Weltrekord, fehlten ihr 8:36 min. Der offizielle Europarekord war um 7:44 min besser.

## Durchführung
Hier gab es keine Vorrunde, alle 22 Geherinnen traten gemeinsam zum Wettbewerb an.

## Legende
Kurze Übersicht zur Bedeutung der Symbolik – so üblicherweise auch in sonstigen Veröffentlichungen verwendet:
| CR   | Championshiprekord                       |
| DNF  | Wettkampf nicht beendet (did not finish) |
| Bod  | Verwarnung für Verlust des Bodenkontakts |
| Knie | Verwarnung für fehlende Kniestreckung    |

## Ergebnis

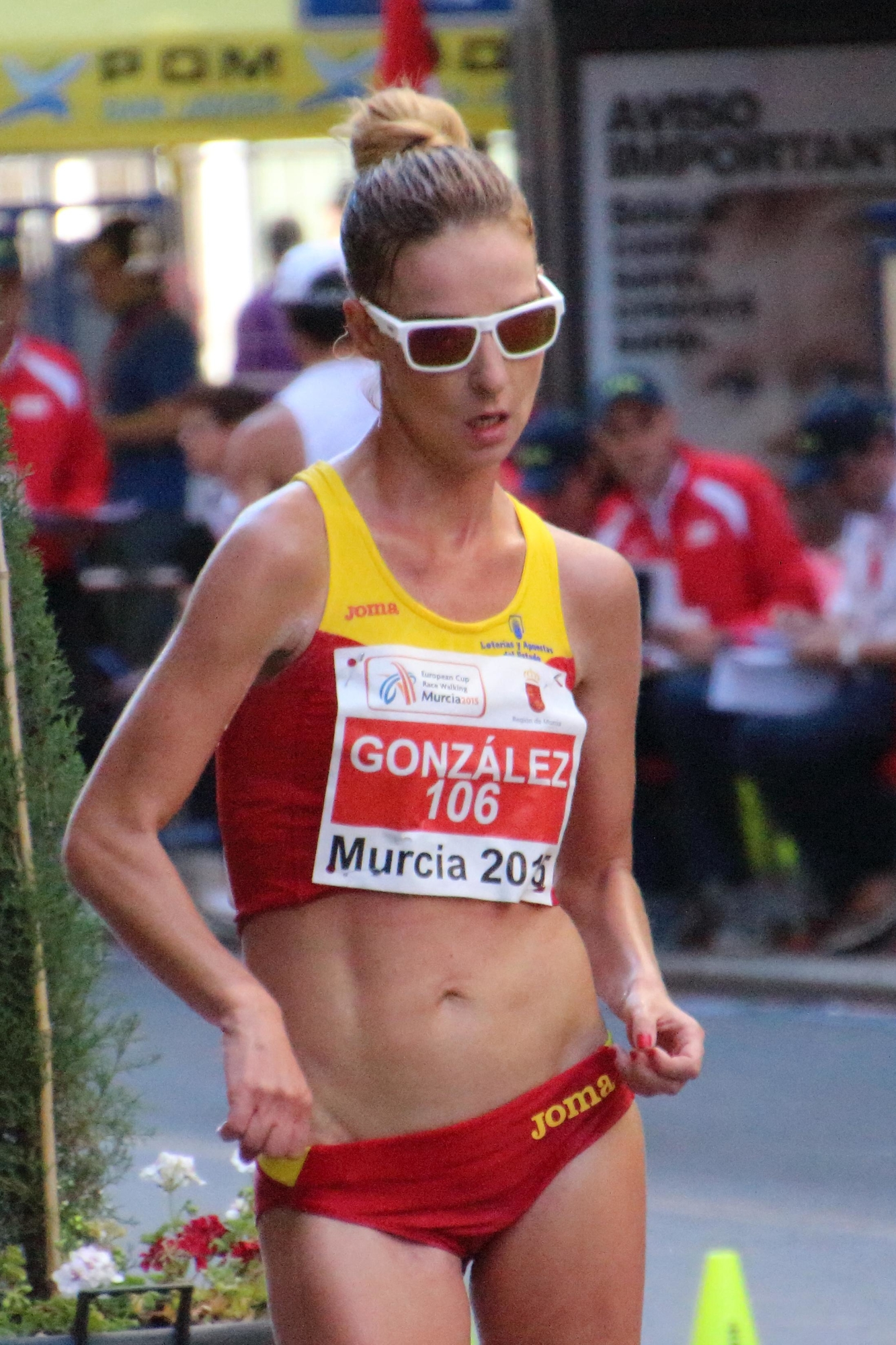
Vizeeuropameisterin Raquel González
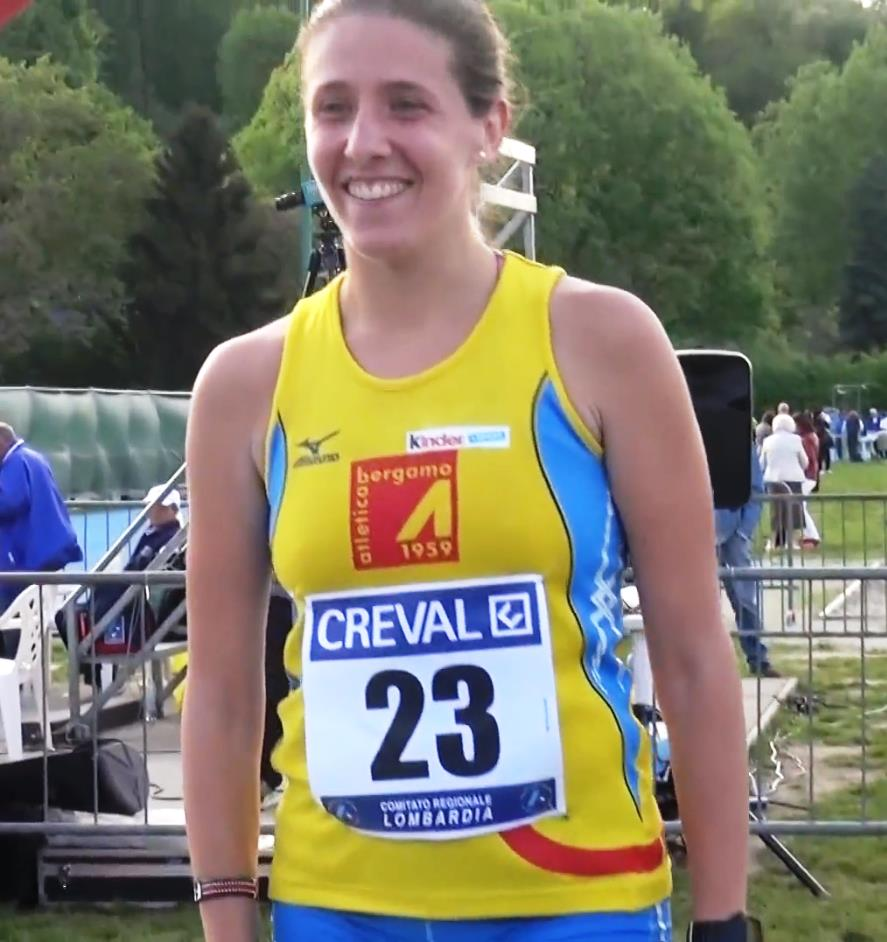
Federica Curiazzi belegte Rang vier
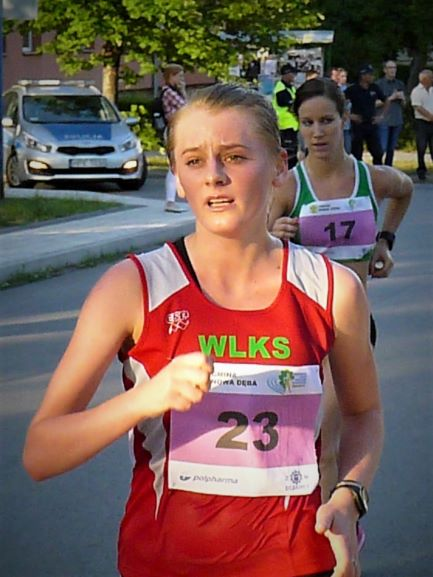
Die fünftplatzierte Olga Niedziałek

16. August 2022, 8:30 Uhr MESZ
| Platz | Name                   | Nation         | Verwarnungen | Zeit (h)   |
| ----- | ---------------------- | -------------- | ------------ | ---------- |
| 1     | Antigoni Drisbioti     | Griechenland   |              | 2:47:00 CR |
| 2     | Raquel González        | Spanien        |              | 2:49:10    |
| 3     | Viktória Madarász      | Ungarn         |              | 2:49:58    |
| 4     | Federica Curiazzi      | Italien        |              | 2:52:06    |
| 5     | Olga Niedziałek        | Polen          |              | 2:53:12    |
| 6     | Lidia Barcella         | Italien        | Bod/Knie     | 2:55:04    |
| 7     | Mar Juárez             | Spanien        |              | 2:55:27    |
| 8     | Inna Lossewa           | Ukraine        | Bod          | 2:57:55    |
| 9     | Inês Henriques         | Portugal       |              | 2:58:34    |
| 10    | Elisa Neuvonen         | Finnland       |              | 2:59:00    |
| 11    | Bethan Davies          | Großbritannien |              | 2:59:38    |
| 12    | Tereza Ďurdiaková      | Tschechien     | Bod          | 3:01:19    |
| 13    | Rita Récsei            | Ungarn         |              | 3:04:49    |
| 14    | Ema Hačundová          | Slowakei       |              | 3:06:13    |
| 15    | Antía Chamosa          | Spanien        |              | 3:06:37    |
| 16    | Efstathia Kourkoutsaki | Griechenland   |              | 3:07:42    |
| 17    | Katrin Schusters       | Deutschland    | Knie/Knie    | 3:18:38    |
| 18    | Tamara Havrylyuk       | Ukraine        |              | 3:21:01    |
| DNF   | Mihaela Acatrinei      | Rumänien       |              |            |
| DNF   | Kyriaki Filtisakou     | Griechenland   |              |            |
| DNF   | Vitória Oliveira       | Portugal       |              |            |
| DNF   | Ana Rodean             | Rumänien       |              |            |

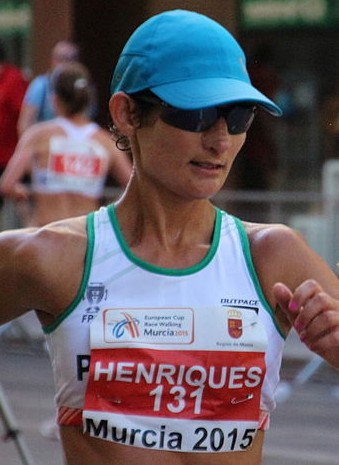
Inês Henriques – im 50-km-Gehen Weltmeisterin von 2017 sowie Europameisterin von 2018 – kam auf den neunten Platz
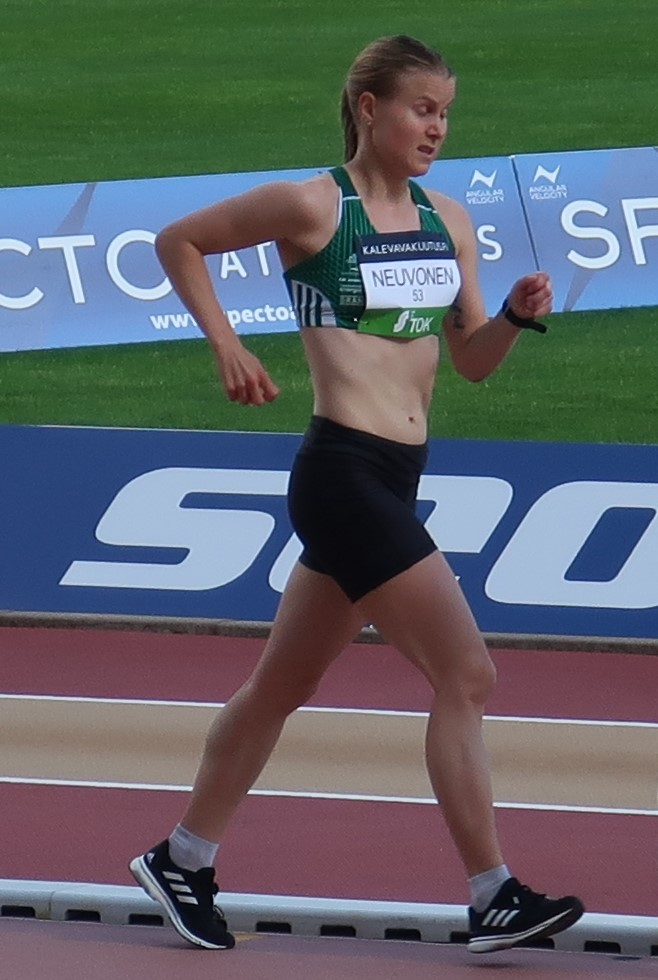
Rang zehn für Elisa Neuvonen
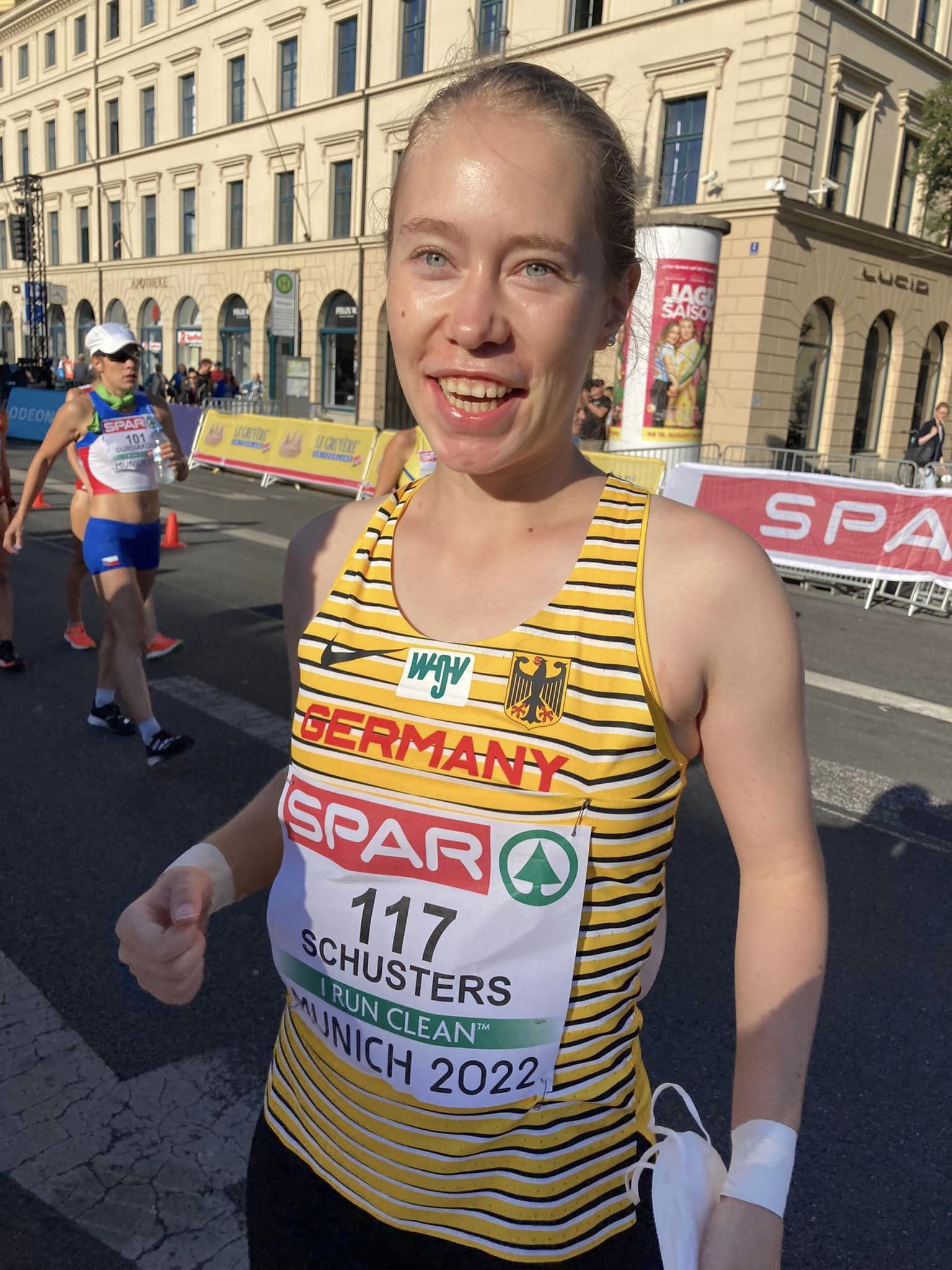
Katrin Schusters erreichte Platz siebzehn

## Videolinks
- Épico final de carrera de los 35 KM marcha FEMENINOS. Europeos Munich 2022, youtube.com, abgerufen am 9. April 2023
- Athletics 35km Race Walk Finals - Top Moments, youtube.com, abgerufen am 9. April 2023